# 唐澤豊
唐澤 豊（からさわ ゆたか、1945年 - ）は日本の科学者、農学者。信州大学理事・農学部長を経て、信州大学名誉教授。日本畜産学会名誉会員。農学博士。専門は動物栄養学、動物科学、畜産・獣医学。

## 研究職略歴
- 1974 名古屋大学 博士後期農学研究科終了
- 1974 日本獣医畜産大学 経営畜産学科助手
- 1977 日本獣医畜産大学 経営畜産学科講師
- 1979 アメリカ合衆国 ニューヨーク大学メディカルセンター NYUSchool of Medicine研究員
- 1980 信州大学農学部助教授
- 1985 日本畜産学会賞
- 1986 後藤養鶏学術賞
- 1988 信州大学農学部教授
- 1993 アメリカ合衆国 ミネソタ大学 University Of Minnesota 客員教授
- 2003 信州大学農学部 学部長（第1期）
- 2004 信州大学 理事（国際交流・渉外担当）
- 2005 信州大学農学部 学部長（第2期）
- 2007 信州大学農学部 学部長（第3期）
- 2009 西川賞受賞
- 2011 信州大学名誉教授

## 来歴
学部長就任後は「フィールドに根ざし食と緑を科学する」を核に、豊な信州の自然の中でこそできる、これからの食と緑を扱う専門家の育成・命を育み健康を支える地域生活への貢献・資源循環型社会の構築を核とした。大学を「研究機関」としてだけでなく、時代に合わせて企業に必要とされるニーズにあった高度な技術を提供できる場とするため社会と大学の繋がりに重きをおく。
一般への研究実績公開の場、オリジナル商品を販売する場として、地元企業・機関各方面への協力を経て食と緑の資料館「ゆりの木」設置。他大学、学外でも数々の開発・シンポジウム役員・委員などを務める。

### 企業との連携
県内の経営者や知事らによる「信州ものづくり産業戦略会議」が提言した“信州の地で培われた特色のある技術や人材を活用して信州らしい特徴のある製品・商品を提供するものづくり産業”を実践。
「食料保健機能開発研究センター」を設置。そこを拠点に大学と企業と連携した人材育成や受託研究・共同研究を推進。農場で採れた農産物でのオリジナル商品開発（ワイン・ジャム等）に力を注ぐ。

## 外部役職歴・所属歴
- 日本家禽学会会長
- 財団法人信州農林科学振興会常務理事
- 農林水産省農業資材審議会飼料分科会家畜栄養部会委員
- 長野県科学技術産業振興懇談会委員
- ふるさと市町村圏計画後期計画審議会会長
- 財団法人長野県テクノ財団評議員 他
- 日本畜産学会
- 日本家禽学会
- 日本栄養・食糧学会
- 日本ダチョウ・走鳥類研究会
- 信越畜産学会
- イギリス栄養学会
- 栄養生理研究会
- 万国家畜学会
- ルーメン研究会

## 出版
- 『21世紀の食・健康・環境を考える』 ：郷土出版社 唐澤 豊 編著 （1999年10月 発行）
- 『動物の栄養』 ：文永堂出版 唐澤豊・森田琢磨・酒井仙吉・近藤誠司 共著(2001年 発行) -  動物栄養学の基礎的内容を動物種ごとに体系的に理解できるように解説。
- 『“家畜”のサイエンス』 ：文永堂出版 唐澤 豊 編著 （2002年1月発行）
- 『動物の飼料』 ：文永堂出版 編著：唐澤 豊 (2004年1月 発行) -  食の安全性に最も密接な飼料の安全性に特段の配慮を払い解説。
- 『畜産学入門』 ：文永堂出版 ISBN 978-4-8300-4123-5 編著：唐澤豊 / 大谷元 / 菅原邦生 (2012年6月 発行) - 畜産を学ぶ入門者が畜産のおおよそを理解し、その後の専門教育に円滑、かつ速やかに進むことができるよう、各エキスパートが解説したテキスト。

## 研究・論文・寄稿等
- 唐澤豊「ニワトリの尿酸生成の機構と調節」『日本畜産学会報』第49巻第4号、日本畜産学会、1978年、227-234頁、doi:10.2508/chikusan.49.227、ISSN 1346-907X、NAID 130000733210。
- 神勝紀, 河合弘恵, 桜井健一, 平子慶之, 唐澤豊「床皮飼料を強制給餌したニワトリヒナの成長と窒素利用性」『日本畜産學會報』第68巻第11号、日本畜産学会、1997年11月、1085-1088頁、doi:10.2508/chikusan.68.1085、ISSN 1346907X、NAID 10024587997。
- 木部久衛, 野田恵利子, 唐澤豊「切断長の違いがサイレージ発酵におよぼす影響」『日本畜産学会報』第52巻第12号、日本畜産学会、1981年、882-888頁、doi:10.2508/chikusan.52.882、ISSN 1346-907X、NAID 130000736520。
- 唐沢豊「産業としてのダチョウ飼育(5)基礎と実際」『畜産の研究』第51巻第10号、養賢堂、1997年10月、1109-1117頁、ISSN 00093874、NAID 40002346889。
- 孫章豪, 唐澤豊, 神勝紀「蛋白質含量中程度の飼料あるいは同飼料プラス尿素給与時のニワトリの窒素利用と排泄に及ぼす盲腸結紮の影響」『日本家禽学会誌』第33巻第3号、日本万国家禽学会、1996年5月、193-197頁、doi:10.2141/jpsa.33.193、ISSN 00290254、NAID 10012404164。
- 唐澤豊「ニワトリにおける食餌性アンモニアの代謝」『日本畜産学会報』第57巻第1号、日本畜産学会、1986年、1-12頁、doi:10.2508/chikusan.57.1、ISSN 1346-907X、NAID 130000739903。
- 唐沢豊「産業としてのダチョウ飼育(1)基礎と実際」『畜産の研究』第51巻第6号、養賢堂、1997年6月、673-677頁、ISSN 00093874、NAID 40002346766。
- 神勝紀, 唐澤豊, 関川堅「急速寒冷暴露されたブロイラー雛の体温心拍数及びふるえに及ぼす飼料摂取の影響」『日本家禽学会誌』第37巻第1号、日本万国家禽学会、2000年1月、12-18頁、doi:10.2141/jpsa.37.12、ISSN 00290254、NAID 10009951182。
- 曹兵海, 唐澤豊, 神勝紀「15%タンパク質飼料を等栄養素量給与したニワトリヒナの成長および窒素利用性に及ぼす飼料中セルロース含量の影響」『日本畜産學會報』第69巻第1号、日本畜産学会、1998年1月、65-68頁、doi:10.2508/chikusan.69.65、ISSN 1346907X、NAID 10021727112。
- 千裕美, 唐沢豊「ダチョウ肉料理に対する日本人の嗜好性」『信州大学農学部紀要』第34巻第1号、信州大学農学部、1997年9月、1-10頁、ISSN 05830621、NAID 110000237388。
- 唐澤豊「ニワトリの盲腸を介する尿窒素回収系について」『栄養生理研究会報』第39巻第1号、家畜栄養生理研究会、1995年3月、29-45頁、ISSN 0286-4754、NAID 220000064237。
- 唐沢豊, 久保田徹「ニワトリヒナによる酵母蛋白質飼料の利用性」『信州大学農学部紀要』第23巻第2号、信州大学農学部、1986年12月、79-86頁、ISSN 05830621、NAID 120001087773。
- 神勝紀, 桜井健一, 平子慶之, 唐澤豊「床皮飼料を摂取したニワトリの消化率と窒素蓄積率」『日本畜産學會報』第69巻第1号、日本畜産学会、1998年1月、62-64頁、doi:10.2508/chikusan.69.62、ISSN 1346907X、NAID 10021727101。

## 注
1. ↑  関連企業・団体： 伊那食品工業株式会社・タカノ株式会社・養命酒製造株式会社・株式会社サラダコスモ・株式会社井筒ワイン・旭松食品株式会社・株式会社八幡屋磯五郎・みはらしファーム・セイコーエプソン株式会社・（財）長野県テクノ財団・（財）長野県林業労働財団・（独）科学技術振興機構 他

2. 信州大学topics 「日本畜産学会で日本畜産学会功労賞（西川賞）を受賞」西川賞
3. 日本畜産学会　功労
4. 総覧　研究者kaken
5. 出版 動物の資料